# Robert Behnken
Robert (Bob) Louis Behnken (Creve Coeur, 28 juli 1970) is een Amerikaans ruimtevaarder. 

## Levensloop
Behnken maakte deel uit van NASA Astronautengroep 18. Deze groep van 17 ruimtevaarders begon hun training in 2000 en had als bijnaam The Bugs. 
In totaal heeft Behnken drie ruimtevluchten op zijn naam staan. Behnkens eerste ruimtevlucht was STS-123 met de spaceshuttle Endeavour en vond plaats op 11 maart 2008. Tijdens de missie werd het eerste deel van de Japanse Experimentmodule (JEM) naar het Internationaal ruimtestation ISS gebracht. Tijdens zijn missies maakte hij tien ruimtewandelingen.  
Behnken is een van de vier astronauten die vanaf 2015 trainden en feedback gaven aan ruimtevaartuig-ontwikkelaars Boeing en SpaceX om deel te nemen aan het Commercial Crew programma van NASA. 
Op 3 augustus 2018 werd de selectie van Behnken als astronaut voor SpaceX-testvlucht SpX-DM2 bekendgemaakt. Dit was de eerste bemande vlucht met een ruimtevaartuig van het type Dragon 2 (ook wel Crew Dragon). De vlucht duurde van 30 mei tot en met 2 augustus 2020 en omvatte naast de testvlucht een missionair verblijf van twee maanden in het ISS.
Behnken is per 11 november 2022 afgezwaaid bij NASA. Hij trad daarop in dienst bij Lockheed Martin-Space. 
Hij is getrouwd met astronaute Megan McArthur. 

## Prijzen en eerbewijzen
Op 31 januari 2023 ontving Behnken samen met zijn oud-collega Doug Hurley de Congressional Space Medal of Honor uit handen van vice-president Kamala Harris voor hun getoonde moed bij deelname aan de eerste bemande testvlucht van de Crew Dragon.
SpaceX noemde een van hun twee neuskegelbergingsschepen Bob. Het andere naar zijn DM2-vluchtgenoot Doug. Een van de Dragon-bergingsschepen is naar Bobs vrouw Megan vernoemd.
1. ↑  (en)  Pioneering Astronaut Bob Behnken Retires from NASA, NASA, 10 november 2022
2. ↑  (en)  Former NASA Astronauts to Receive Congressional Space Medal of Honor, NASA, 30 januari 2023